# Radio Gong 97,1
Radio Gong 97,1 (kurz: Radio Gong) ist ein privater Hörfunksender auf der Frequenz UKW 97,1 MHz und gehört seit 2011 zu 100 % der Studio Gong KG.

## Geschichte
Radio Gong bewarb sich erfolgreich um eine der fünf am 25. Juli 1986 ausgeschriebenen terrestrischen Frequenzen und setzte sich damit gegen insgesamt 36 Bewerber durch. Am 3. Dezember 1986 konnte Radio Gong als einer von vier privaten Rundfunkanbietern auf Sendung gehen. Ursprünglich waren der Verlag „Die Abendzeitung“ GmbH & Co. KG (51 %), sowie die HFB Hörfunk- und Fernseh-Beteiligungsgesellschaft mbH & Co. KG die Gesellschafter, 2011 verkaufte die Abendzeitung ihren Anteil an die HFB, die später in Studio Gong umbenannt wurde.
Der Sender ist seit dem 1. November 2012 im Großraum Nürnberg über Digitalradio DAB+ empfangbar.

## Programm
Der Sender bezeichnete sich damals als Boulevardsender und hatte in der Zielgruppe der jungen Radiohörer zunächst die Marktführerschaft, die er später an Hit Radio N1 verlor. Radio Gong spielt mittlerweile eine als „Good Time Rock“ bezeichnete Mischung, vorwiegend Rockmusik der 70er Jahre bis heute. Zielgruppe sind die 30- bis 50-jährigen Radiohörer. Der Sender bezeichnet sich als Club-Sender des 1. FC Nürnberg und übertrug zeitweise alle Club-Spiele live.

## Eigentümer
Der Radiosender ist Teil der Funkhaus Nürnberg Studiobetriebs-GmbH, die Radio Gong 1995 gemeinsam mit den drei Sendern Hit Radio N1, 98.6 Charivari und Radio F gegründet hat. Als fünftes Hörfunkprogramm kam 1999 Pirate Radio hinzu.